# ليوبولد لاندو
ليوبولد لاندو (بالألمانية: Leopold Landau)‏ هو طبيب التوليد والنساء وأستاذ جامعي ألماني، ولد في 16 يوليو 1848 في وارسو في بولندا، وتوفي في 28 ديسمبر 1920 في برلين في ألمانيا.